# Exécution de Clayton Lockett
L'exécution de Clayton Lockett a eu lieu le 29 avril 2014 dans l'État américain de l'Oklahoma. Le condamné, âgé de 38 ans, a succombé à une crise cardiaque 43 minutes après le début de la sédation à la suite de l'injection létale d'un mélange qui n'avait encore jamais été utilisé lors d'une exécution aux États-Unis. Les dysfonctionnements au cours du processus d'exécution, notamment le temps mis à rendre Lockett inconscient et les difficultés à obtenir sa mort rapidement, ont conduit de nombreux observateurs à qualifier cette exécution de « bâclée »,. Le condamné a en effet été déclaré inconscient après pas moins de dix minutes, mais a convulsé, parfois violemment, pendant les minutes suivantes, tentant de parler et finissant par prononcer « Man! » au bout de 16 minutes.
Lockett avait été reconnu coupable en 2000 de l'enlèvement, du viol et du meurtre de Stephanie Neiman en 1999, âgée de 19 ans, qu'il avait fait enterrer vivante par un de ses deux complices après lui avoir tiré deux balles dans le corps.
Le président Obama a déclaré le 30 avril au sujet de cette exécution que « ce qui s'est passé en Oklahoma est profondément troublant » tout en précisant qu'il demeurait favorable à la peine de mort pour les crimes « odieux » tandis que la Maison-Blanche faisait savoir le même jour par son porte-parole qu'elle considérait que l'exécution de Clayton Lockett avait été menée « en deçà des normes humaines nécessaires lorsque la peine de mort est appliquée ».

## Déroulement
L'opération commence à 18 h 23 avec l'administration d'un sédatif, le midazolam : un médecin déclare Lockett inconscient dix minutes plus tard. Un deuxième produit, du bromure de vécuronium (un paralysant), est ensuite injecté. Enfin, du chlorure de potassium est administré au condamné pour provoquer un arrêt cardiaque.
L'exécution est cependant arrêtée 20 minutes après le début par Robert Patton, directeur de l'administration pénitentiaire, parce qu'une veine a rompu.

## Conséquences
La mort de Clayton Lockett a relancé le débat sur la peine de mort aux États-Unis, notamment dans un contexte de pénurie des produits létaux utilisés dans les exécutions depuis que l'Union Européenne a interdit en décembre 2011 l'exportation de thiopental sodique pour cet usage. Cette situation a amené les administrations pénitentiaires américaines à modifier leurs protocoles et à avoir recours à de nouveaux cocktails mortels tenus secrets, notamment à base de pentobarbital (utilisé pour euthanasier les chiens). Ces cocktails sont souvent préparés par des sociétés de préparation en pharmacie dont les produits ne sont pas agréés par la FDA, et qui ont suscité la polémique à la suite d'une épidémie de méningite due à des problèmes d'hygiène dans un établissement de ce type.
Dans le cas de Lockett, les composants du cocktail utilisé pour l'exécution sont tenus secrets par l'administration. Plusieurs organismes de presse, notamment le Kansas City Star et Associated Press, ont intenté un procès au système pénitentiaire du Missouri (Missouri Department of Corrections) pour son refus de révéler leur liste ainsi que leur provenance.
L'exécution « bâclée » du 29 avril en Oklahoma a eu par ailleurs diverses conséquences directes à travers les États-Unis :
- Le 8 mai, la cour pénale d'appel de l'Oklahoma a ordonné l'arrêt des exécutions pendant six mois dans l'État, et décalé au 13 décembre l'exécution d'un autre condamné, Charles Warner[12].

- Le 9 mai, le juge Kenneth Ellison a refusé de surseoir à l'exécution de Robert James Campbell tout en indiquant que l'exécution manquée d'Oklahoma « appelle une réflexion approfondie sur la manière dont cette nation administre le châtiment suprême »[13] ; les avocats de Campbell ont fait appel de cette décision en s'appuyant sur ce qui s'était passé en Oklahoma[14].

- Le 15 mai, Associated Press, The Guardian et trois autres organes de presse ont déposé plainte contre le Department of Corrections du Missouri afin de le contraindre à divulguer davantage d'informations sur le mélange létal prévu pour l'exécution devant intervenir dans le courant du mois dans cet État[15]. Le condamné, Russell Bucklew, a en effet demandé que son exécution soit filmée car il souffre de multiples affections congénitales dont les avocats estiment qu'elles pourraient rendre « atroce » sa mise à mort par injection létale[16].

- Le 17 mai, Paul Ray (en), un parlementaire républicain de l'Utah, a annoncé préparer un projet de loi pour 2015 destiné à offrir aux détenus le choix d'opter pour le peloton d'exécution plutôt que la mort par injection létale[17].